# 33 км (зупинний пункт, Львівська залізниця)
33 км — пасажирський залізничний зупинний пункт Львівської дирекції Львівської залізниці розташований на одноколійній, неелектрифікованій лінії Львів — Ходорів.
Розташований у с. Великі Глібовичі Перемишлянського району між станціями Старе Село та Глібовичі.
На зупинному пункті зупиняються приміські поїзди.